# Václav Černý
Václav Černý (Příbram, 17 oktober 1997) is een Tsjechisch voetballer die doorgaans als vleugelaanvaller speelt. Hij verruilde FC Twente in de zomer van 2023 voor VfL Wolfsburg. Sinds november 2020 maakt Černý deel uit van het Tsjechisch voetbalelftal.

## Clubcarrière

### Ajax
Černý speelde in Tsjechië in de jeugd van 1. FK Příbram. Naar eigen zeggen wilden Chelsea, Hamburger SV, Juventus, Manchester City, Manchester United, Bayern München en AFC Ajax hem op zijn vijftiende inlijven.
Černý werd in 2013, als vijftienjarige, gecontracteerd door AFC Ajax. Hij maakte begin 2014 de overstap van 1. FK Příbram naar de jeugdopleiding van de Amsterdamse club. Begin 2015 werd hij voor de tweede maal op rij gekozen tot talent van het jaar in Tsjechië. Als A-junior mocht Černý regelmatig meetrainen met het eerste elftal.
Op 13 maart 2015 maakte Černý zijn professionele debuut bij Jong Ajax in de Jupiler League. In de uitwedstrijd die met 1-0 werd verloren bij VVV-Venlo kwam Černý na 78 minuten in het veld voor Robert Murić. Tijdens de voorbereiding op het seizoen 2015/16 mocht Černý samen met Mauro Savastano met het eerste elftal mee op trainingskamp naar Oostenrijk. Op 4 juli 2015 maakte Černý zijn officieus debuut voor Ajax in een vriendschappelijke wedstrijd tegen Dinamo Moskou (2-2) ter afsluiting van het trainingskamp in Oostenrijk. Černý verving na rust Queensy Menig. Hij sloot vervolgens aan bij de selectie van Jong Ajax. Op 7 augustus 2015 scoorde hij zijn eerste officiële doelpunt in het betaald voetbal in een wedstrijd bij Achilles '29.
Een dag voor de Eredivisie wedstrijd tegen Willem II op 15 augustus 2015 maakte trainer Frank de Boer bekend dat Černý voor de eerste keer behoorde tot de wedstrijdselectie van de hoofdmacht. In de wedstrijd tegen Willem II (3-0 winst) maakte Černý zijn officiële debuut voor Ajax. Hij kwam na 77 minuten spelen in het veld voor Riechedly Bazoer. Enkele dagen later, op 20 augustus 2015, maakte hij ook zijn Europese debuut voor Ajax in de play-offronde van de UEFA Europa League tegen het Tsjechische FK Jablonec. Hij kwam vlak voor tijd in het veld voor Anwar El Ghazi. Twee maanden na zijn Europese debuut, verlengde hij zijn contract bij Ajax met twee jaar tot medio 2020. Zijn eerste officiële doelpunt maakte hij voor Ajax op 26 november 2015 in het Europa League uitduel tegen Celtic. Vlak voor tijd was hij verantwoordelijk voor de 2-1 waarmee hij matchwinner werd. In maart 2016 werd hij opnieuw verkozen tot Talent van het jaar in Tsjechië. Tijdens de wedstrijd tegen FC Twente op 1 mei 2016 kreeg hij de voorkeur op de rechtsbuiten positie boven Lasse Schöne. In deze wedstrijd scoorde Černý zijn eerste doelpunt in de Eredivisie. Op 8 mei 2016 had Ajax kampioen kunnen worden, als de club zou hebben gewonnen in de uitwedstrijd tegen De Graafschap. Bij een voorsprong van 1-0 voor Ajax, miste Černý echter een zeer goede kans. De wedstrijd eindigde in 1-1 en Ajax werd geen kampioen. Naar aanleiding hiervan werd Černý thuis bedreigd en besloot hij te verhuizen.
Na het verspelen van de landstitel besloot De Boer op te stappen als trainer van Ajax. Ook onder zijn opvolger Peter Bosz mocht Černý tijdens de voorbereiding op het seizoen 2016/17 aansluiten bij de A-selectie. Na de voorbereiding maakte hij zijn minuten weer bij Jong Ajax. Bosz zei op een persconferentie onder de indruk te zijn van Černý, maar dat hij hem nog niet te snel wou brengen. Diezelfde dag nog maakte Černý indruk door een hattrick te maken in de met 5-2 gewonnen wedstrijd tegen FC Den Bosch. Dat seizoen speelde hij vooral in de eerste divisie, maar ook vijf keer in de eredivisie, waarvan twee keer in de basis.
In seizoen 2017/18 bleef zijn inbreng beperkt tot zeven wedstrijden, omdat op 25 oktober 2017 tijdens het bekerduel met ASV De Dijk de voorste kruisband van zijn rechterknie afscheurde. De zware blessure maakt een einde aan het seizoen van Černý.
Zijn rentree maakte hij bijna een jaar later in de wedstrijd van Jong Ajax tegen Helmond Sport (17-9-18). In oktober maakte hij tegen Go Ahead Eagles ook zijn rentree in het eerste elftal. Nadat hij jaren als een groot talent gold, maar door blessures nooit echt doorbrak, hoopte hij in het seizoen 2018/19 dat alsnog te doen, maar had hij te maken met zware concurrentie in de goed draaiende ploeg van Ten Hag. In januari 2019 zei hij nee tegen een mogelijke verhuur aan sc Heerenveen. De doorbraak waar Černý op hoopte volgde niet. Hij kreeg geen speeltijd in Eredivisie of Champions League. Alleen in de KNVB Beker speelde hij enkele wedstrijden.

### FC Utrecht
Op 8 juli 2019 tekende Černý een contract voor drie seizoenen, plus een optie tot extra seizoen, bij FC Utrecht. Zijn start bij deze club was geen succes. Uiteindelijk kwam hij in het seizoen 2019/20 dertien keer in actie in de eredivisie, waarvan tien keer als invaller.
In 2020/21 werd Černý door Utrecht verhuurd aan FC Twente. Daar maakte hij voor het eerst in lange tijd een goede periode door en leefde hij op. Op 14 januari liep hij tijdens een wedstrijd tegen zijn vroegere club Ajax echter een zware knieblessure op.

### FC Twente
Begin juli 2021 maakte hij de definitieve overstap naar FC Twente, waar hij een tweejarig contract ondertekende. In november speelde hij voor het eerst weer een wedstrijd na zijn langdurige knieblessure.

### VfL Wolfsburg
Medio 2023 werd bekend dat Černý FC Twente zou gaan verlaten voor het Duitse VfL Wolfsburg. Zijn nieuwe werkgever betaalde €8.000.000,- om zijn contract af te kopen. In de Bundesliga (mannenvoetbal Duitsland) zal hij de kleuren van Wolfsburg vertegenwoordigen met rugnummer 7.

## Clubstatistieken
Beloften
| Seizoen | Club            |                    | Competitie     | Competitie | Competitie |
| Seizoen | Club            | Wed.               | Competitie     | Dlp.       |            |
| ------- | --------------- | ------------------ | -------------- | ---------- | ---------- |
| 2014/15 | Jong Ajax       | Vlag van Nederland | Eerste divisie | 1          | 0          |
| 2015/16 | Jong Ajax       | Vlag van Nederland | Eerste divisie | 17         | 5          |
| 2016/17 | Jong Ajax       | Vlag van Nederland | Eerste divisie | 28         | 15         |
| 2017/18 | Jong Ajax       | Vlag van Nederland | Eerste divisie | 1          | 1          |
| 2018/19 | Jong Ajax       | Vlag van Nederland | Eerste divisie | 22         | 10         |
| 2019/20 | Jong FC Utrecht | Vlag van Nederland | Eerste divisie | 3          | 2          |
| Totaal  | Totaal          | Totaal             | Totaal         | 72         | 33         |

Bijgewerkt t/m 3 december 2019
Senioren
| Seizoen        | Club           |                    | Competitie           | Competitie | Competitie | Beker | Beker | Internationaal | Internationaal | Overig | Overig | Totaal | Totaal |
| Seizoen        | Club           | Wed.               | Competitie           | Dlp.       | Wed.       | Dlp.  | Wed.  | Dlp.           | Wed.           | Dlp.   | Wed.   | Dlp.   |        |
| -------------- | -------------- | ------------------ | -------------------- | ---------- | ---------- | ----- | ----- | -------------- | -------------- | ------ | ------ | ------ | ------ |
| 2015/16        | Ajax           | Vlag van Nederland | Eredivisie           | 7          | 1          | 0     | 0     | 2              | 1              | —      | —      | 9      | 2      |
| 2016/17        | Ajax           | Vlag van Nederland | Eredivisie           | 5          | 0          | 3     | 1     | 2              | 0              | —      | —      | 10     | 1      |
| 2017/18        | Ajax           | Vlag van Nederland | Eredivisie           | 4          | 0          | 2     | 1     | 1              | 0              | —      | —      | 7      | 1      |
| Club totaal    | Club totaal    | Club totaal        | Club totaal          | 16         | 1          | 5     | 2     | 5              | 1              | 0      | 0      | 26     | 4      |
| 2019/20        | FC Utrecht     | Vlag van Nederland | Eredivisie           | 13         | 0          | 1     | 0     | 2              | 0              | —      | —      | 16     | 0      |
| Club totaal    | Club totaal    | Club totaal        | Club totaal          | 13         | 0          | 1     | 0     | 2              | 0              | 0      | 0      | 16     | 0      |
| 2020/21        | → FC Twente    | Vlag van Nederland | Eredivisie           | 16         | 6          | 1     | 0     | —              | —              | —      | —      | 17     | 6      |
| 2021/22        | FC Twente      | Vlag van Nederland | Eredivisie           | 18         | 1          | 2     | 0     | 0              | 0              | 0      | 0      | 20     | 1      |
| 2022/23        | FC Twente      | Vlag van Nederland | Eredivisie           | 32         | 13         | 1     | 0     | 4              | 1              | 4      | 1      | 41     | 15     |
| Club totaal    | Club totaal    | Club totaal        | Club totaal          | 66         | 20         | 4     | 0     | 4              | 1              | 4      | 1      | 78     | 22     |
| 2023/24        | VfL Wolfsburg  | Vlag van Duitsland | Bundesliga           | 22         | 4          | 3     | 1     | 0              | 0              | 0      | 0      | 25     | 5      |
| 2024/25        | → Rangers FC   | Vlag van Schotland | Scottish Premiership | 28         | 11         | 5     | 0     | 14             | 6              | 5      | 1      | 52     | 18     |
| Carrièretotaal | Carrièretotaal | Carrièretotaal     | Carrièretotaal       | 145        | 36         | 18    | 3     | 25             | 8              | 9      | 2      | 197    | 49     |

Bijgewerkt op 29 mei 2025.

## Interlandcarrière

### Tsjechië –19
Černý maakte op 2 september 2014 zijn debuut voor Tsjechië onder 19 in een oefenwedstrijd uit tegen Schotland onder 19 (2-2 gelijkspel). In deze wedstrijd speelde 72 minuten nadat hij werd gewisseld voor Daniel Trubač. Zijn eerste doelpunt voor Tsjechië onder 19 maakte hij op 9 oktober 2014 tegen Noord Ierland onder 19 in een kwalificatiewedstrijd voor het EK in 2015. Zijn doelpunt betekende de 1-0 en later in de wedstrijd gaf hij ook de assist voor de 2-0 aan Lukáš Batka. Deze 2-0 bleek later de uitstand te zijn.
| Interlands van Václav Černý voor Tsjechië –19 | Interlands van Václav Černý voor Tsjechië –19 | Interlands van Václav Černý voor Tsjechië –19 | Interlands van Václav Černý voor Tsjechië –19 | Interlands van Václav Černý voor Tsjechië –19 | Interlands van Václav Černý voor Tsjechië –19 |
| №                                             | Datum                                         | Wedstrijd                                     | Uitslag                                       | Soort Wedstrijd                               | Doelpunten                                    |
| Als speler bij Ajax                           | Als speler bij Ajax                           | Als speler bij Ajax                           | Als speler bij Ajax                           | Als speler bij Ajax                           | Als speler bij Ajax                           |
| --------------------------------------------- | --------------------------------------------- | --------------------------------------------- | --------------------------------------------- | --------------------------------------------- | --------------------------------------------- |
| 1.                                            | 2 september 2014                              | Schotland – Tsjechië                          | 2 – 2                                         | Vriendschappelijk                             | 0                                             |
| 2.                                            | 4 september 2014                              | Schotland – Tsjechië                          | 0 – 0                                         | Vriendschappelijk                             | 0                                             |
| 3.                                            | 9 oktober 2014                                | Tsjechië – Noord-Ierland                      | 2 – 0                                         | Kwalificatie EK 2015                          | 1                                             |
| 4.                                            | 11 oktober 2014                               | Faeröer – Tsjechië                            | 0 – 2                                         | Kwalificatie EK 2015                          | 0                                             |
| 5.                                            | 26 maart 2015                                 | Ierland – Tsjechië                            | 0 – 1                                         | Kwalificatie EK 2015                          | 0                                             |
| 6.                                            | 28 maart 2015                                 | Slowakije – Tsjechië                          | 3 – 0                                         | Kwalificatie EK 2015                          | 0                                             |
| 7.                                            | 31 maart 2015                                 | Tsjechië – Duitsland                          | 0 – 6                                         | Kwalificatie EK 2015                          | 0                                             |

### Tsjechië –21
Op 25 augustus 2015 werd bekend dat Černý voor het eerst geselecteerd was voor Tsjechië onder 21. Op 4 september 2015 debuteerde hij voor Tsjechië onder 21 tegen Malta –21 hiermee werd hij de jongste speler ooit die in actie kwam voor Jong Tsjechië.

### Tsjechie
Nadat Černý een goede start had gemaakt bij zijn nieuwe club FC Twente, debuteerde hij op 11 november 2020 in het Tsjechisch voetbalelftal, tijdens de wedstrijd tegen Duitsland.

## Erelijst
| Eredivisie | 1x | 2018/19 |
| KNVB Beker | 1x | 2018/19 |

Individueel

| Tsjechië                       |    |                  |
| Tsjechisch talent van het jaar | 3x | 2013, 2014, 2015 |